# Kostjurixia ootiyensis
Kostjurixia ootiyensis is een vliesvleugelig insect uit de familie van deEulophidae. De wetenschappelijke naam werd voor het eerst geldig gepubliceerd in 2007 door T. C. Narendran.